# Ballyboden
Ballyboden (forma anglicizzata) o Baile Buadáin (in irlandese) è una cittadina della Repubblica d'Irlanda, situata nella parte orientale della nazione.